# Charles Precourt
Charles Joseph Precourt (Waltham,29 de junho de 1955) é um ex-astronauta norte-americano.
Formado em engenharia aeronáutica pela Academia da Força Aérea dos Estados Unidos, começou sua carreira como piloto-instrutor em jatos T-37 e T-38, cumprindo período de serviço regular na Alemanha, entre 1982 e 1964, pilotando jatos F-15 Eagle. Em 1985, cursou a Escola de Piloto de Teste da Força Aérea na Base Aérea de Edwards, na Califórnia, onde participou de testes de novas tecnologias de F-15 E, F-4 Phantom II, A-7 Corsair II e A-37 Dragonfly até 1989. Ao ser selecionado para o curso de astronautas da NASA em 1990, acumulava mais de 7500 horas de voo em 60 tipos diferentes de aeronaves, militares e civis, com habilitação de instrutor em aeronaves comerciais e planadores.

## NASA

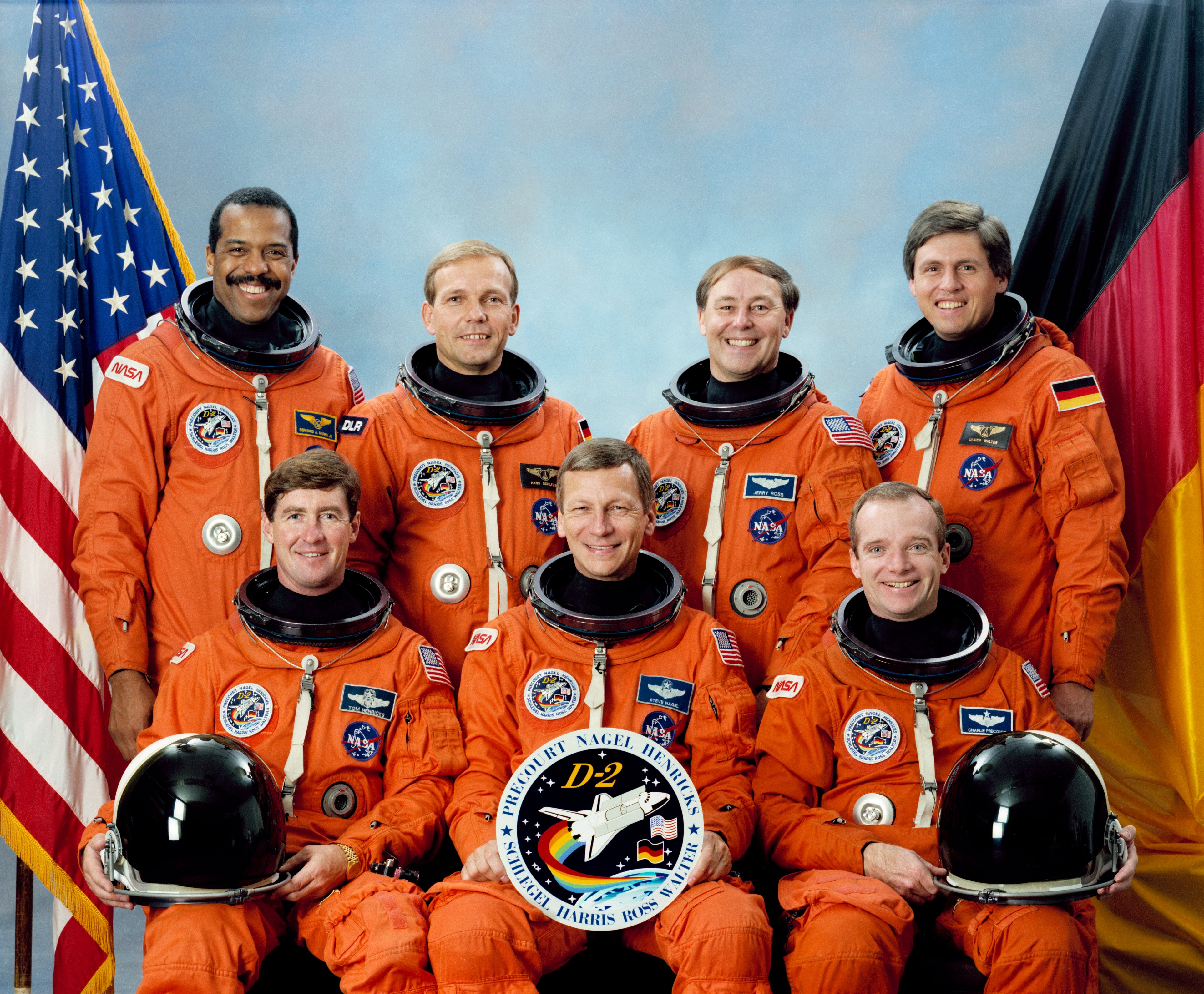
os sete astronautas incluídos no retrato da tripulação do sts-55 são: (frente da esquerda para a direita) Terence (Tom) Henricks, piloto; Steven R. Nagel, comandante; e Charles J. Precourt, especialista de missão. Na fileira de trás, da esquerda para a direita, estão Bernard A. Harris, especialista de missão; Hans Schlegel, especialista de carga útil; Jerry L. Ross, especialista de missão; e Ulrich Walter, especialista de carga útil. A tripulação foi lançada a bordo do Ônibus Espacial Columbia em 26 de abril de 1993 às 10:50:00 am (EDT). A carga útil principal era o Laboratório Espacial Dedicado Alemão, D2.

Integrante do corpo de astronautas desde julho de 1991, Precourt foi ao espaço como especialista de missão em quatro missões. A primeira delas em abril de 1993, na STS-55 Columbia, que levou ao espaço o Spacelab sob direção alemã, e realizou mais de 90 experiências em órbita, nos campos da Biologia, Física, Robótica e Astronomia entre outros. Segunda missão,STS-71 Atlantis, em junho-julho de 1995, foi a primeira missão do programa Shuttle-Mir com a acoplagem do ônibus espacial na estação orbital russa Mir.
Sua terceira missão ocorreu dois anos depois, em maio de 1997, na STS-84 Atlantis, onde ele comandou uma tripulação internacional de sete astronautas, a sexta em direção à Mir, com a duração de nove dias. Sua última missão foi no comando da STS-91 Discovery em junho de 1998, a última do programa Shuttle-Mir, que incluiu na tripulação um cosmonauta russo. De suas quatro viagens espaciais, três delas foram missões à estação russa Mir. 
Atualmente ele ocupa o cargo de vice-diretor para a Estação Espacial Internacional, departamento que administra o dia-a-dia da estação espacial, suas operações internas, controle de órbita e trata com os fornecedores da NASA e parceiros internacionais. Suas funções na agência espacial já incluíram a de CAPCOM (controlador de voo baseado em terra), diretor de operações da NASA no Centro de Treinamento de Cosmonautas Yuri Gagarin, na Cidade das Estrelas, em Moscou, durante o programa conjunto entre Rússia e Estados Unidos Shuttle-Mir, entre outubro de 1995 e abril de 1996, e chefe do corpo de astronautas no Centro Espacial Lyndon Johnson, em Houston, Texas.